# Hwang Chan-sung
Hwang Chan-sung ou Hwang Chan-seong est un chanteur et acteur sud-coréen, né le 11 février 1990 à Séoul. Il est l'un des membres du groupe de K-pop 2PM.

## Vie précoce
```
Chansung est né à Séoul, en Corée du Sud. Il a fréquenté le collège Gwanghee
[
1
]
.
```

## Filmographie

### Films
- 2014 : Red Carpet de Park Beom-soo : Kim Dae-yoon
- 2014 : A Dynamite Family de Jeon Hyung-jun : Soo-geun
- 2015 : I Wanna Hold Your Hand de[Qui ?] : Ji-oh (caméo)
- 2015 : Masure Yuki de Han Sang-hee : Yoon Tae-oh
- 2017 : Midnight Runners de Jason Kim : lui-même (caméo)
- 2019 : Rose and Tulip de Teruo Noguchi : Jin-Il

### Séries télévisées
- 2006 : Hingh Kick! : Hwang Chan-sung
- 2008 : Jungle Fish : Park Young-sam
- 2011 : Dream High : caméo
- 2011 : Kaitō Royale : Jack
- 2013 : 7th Grade Civil Servant : Gong Do-ha
- 2013 : Votre Noir : Kim Hyung-joo
- 2015 : Dream Knight : lui-même (caméo)
- 2016 : My Horrible Boss : Nam Bong-gi
- 2016 : Dr. Romantic : Gyun
- 2017 : Suspicious Partner : Jang Hee-joon
- 2017 : Queen for Seven Days : Seo-no
- 2018 : What's Wrong with Secretary Kim : Go Gwi-nam
- 2018 : Secret Queen Makers : Chansung
- 2019 : Touch Your Heart : Chansung (caméo)
- 2020 : My Holo Love : Baek Chan-sung
- 2021 : Vicenzo : un acteur (caméo)
- 2021 : So I Married the Anti-fan : JJ
- 2021 : Show Window: The Queen's House : Han Jung-won

## Discographie

### EP
- 2018 : Complex